# Стояння під Любечем (1148)
Стояння під Любечем — епізод міжусобної війни між Ізяславом Мстиславичем і Юрієм Долгоруким та їхніми союзниками, в якому Ізяслав за підтримки угорців атакував володіння чернігово-сіверських Ольговичів, яких підтримали рязанські князі та половці.

## Хід подій
Об'єднання Святослава Ольговича з Давидовичами, які на попередньому етапі війни діяли проти нього, і загострення їхніх відносин з київським Ізяславом було спричинене вбивством Ігоря Ольговича киянами у 1147 році.
Ізяслав, занепокоєний появою ворожого до нього союзу в сусідньому Чернігові, за підтримки угорських військ вирушив з Києва на Лівий берег Дніпра та почав розоряти чернігівські землі по Десні, сподіваючись тим самим виманити Святославичів з Чернігова в поле для вирішального бою. Але ті вирішили не покидати міських мурів. Тоді Ізяслав рушив до Любеча, з якого Святославичі отримували суттєві доходи. Святославичі вивели проти нього війська, з'єднавшись по дорозі з рязанськими князями та половцями.
Ворожі війська розмістились по берегам річки, що протікала в околицях Любеча і стримувала їхній прямий контакт. Бойові дії обмежились перестрілками з обох сторін. Незвичайний для зимового часу року дощ змусив Ізяслава почати відхід за Дніпро. При відході частина угорців провалилася під кригу на озері під Любечем. Проте Ізяслав отримав стратегічну перемогу: наступної зими всі Святославичі виступили союзниками під час його походу проти Юрія Долгорукого, хоча і утрималися від активних дій.